# Victoire sur l'Annapurna
Pour plus de détails, voir Fiche technique et Distribution.
Victoire sur l'Annapurna est un film documentaire français réalisé par Marcel Ichac, sorti en 1953.

## Synopsis
En 1950, une expédition française se rend dans le Népal central en vue de la conquête du plus haut sommet (8 091 mètres) du massif de l'Annapurna qui sera atteint par Maurice Herzog et Louis Lachenal.

## Fiche technique
- Titre : Victoire sur l'Annapurna
- Réalisation : Marcel Ichac
- Scénario : Marcel Ichac
- Photographie : Marcel Ichac
- Musique : Tony Aubin
- Production : Expédition française à l'Himalaya
- Pays d'origine :  France
- Genre : Documentaire
- Durée : 56 minutes
- Date de sortie : France - 3 avril 1953

## Sélection
- 1953 : Festival de Cannes[1]

## Récompenses et distinctions
- 1954 : Prix spécial pour la réalisation au festival de Trente